# Borok
Pour les articles homonymes, voir Borok (homonymie).
Le borok est le nom donné à un ensemble de langues tibéto-birmanes parlées dans l'État du Tripura en Inde et dans les zones limitrophes du Bangladesh. La langue borok, également appelée Kók Borok (Kókborok), ou encore Tripuri, est parlée par un peu moins de 1 million de locuteurs. Kók signifie « langue » et borok « gens ».
Lors du recensement indien de 2011, 950 875 habitants de l'État de Tripura ont indiqué avoir le Kokborok (Tripuri) comme langue maternelle soit 25,88% de la population.

## Sources
- Francois Jacquesson, Kokborok Grammar (Agartala dialect), Kokborok Tei Hukumu Mission, 2008 (présentation en ligne, lire en ligne)